# Pollyanna (film, 1920)
Pour les articles homonymes, voir Pollyanna (homonymie).
Pour plus de détails, voir Fiche technique et Distribution.

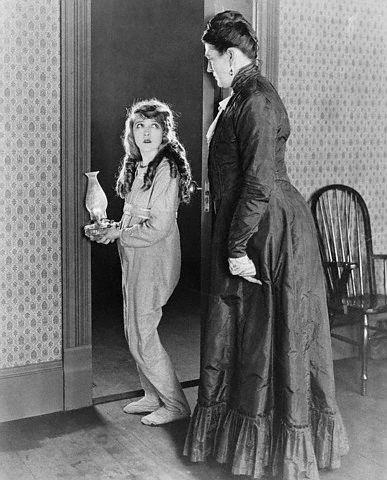
Une photo du film avec Mary Pickford

Pollyanna est un film muet américain réalisé par Paul Powell, sorti en 1920, adapté du roman Pollyanna d'Eleanor H. Porter (1913).

## Synopsis
Après la mort de son père, Pollyanna part vivre chez sa tante Polly, une vieille femme revêche. Alors que Pollyanna gagne le cœur des habitants de la ville avec ses bonnes actions, comme trouver une maison pour Jimmie Bean, un orphelin, Tante Polly reste de marbre, en fait encore blessée à la suite d'une romance de jeunesse avec le docteur du village. Un jour, en tentant de sauver un enfant, Pollyanna est renversée par une voiture et devient paralysée, forçant finalement Tante Polly à reconnaître l'importance qu'a Pollyanna pour elle. Apprenant que seul le docteur Chilton peut la sauver, Tante Polly accepte d'aller voir son ancien amoureux. Chilton rend à Pollyanna l'usage de ses jambes et gagne le cœur de Polly. Toute la ville se réjouit de leur bonne fortune, surtout Jimmie Bean, qui demande Pollyanna en mariage. 

## Fiche technique
- Titre original : Pollyanna
- Réalisation : Paul Powell, assisté de assisté d'Alfred L. Werker (non crédité)
- Scénario : Frances Marion, d'après la pièce éponyme de Catherine Chisholm Cushing, tirée du roman d'Eleanor H. Porter (1913)
- Direction artistique : Max Parker
- Photographie : Charles Rosher
- Production : Mary Pickford
- Société de production : Mary Pickford Company
- Société de distribution : United Artists
- Pays de production :  États-Unis
- Langue originale : anglais
- Format : noir et blanc - 35 mm — 1,37:1 - muet
- Genre : comédie dramatique
- Durée : 58 minutes
- Date de sortie :
  - États-Unis : 13 janvier 1920, première à Boston (Massachusetts)
- Licence : domaine public

## Distribution
- Mary Pickford : Pollyanna Whittier
- Wharton James : Révérend John Whittier
- Katherine Griffith : Tante Polly Harrington
- Helen Jerome Eddy : Nancy Thing, la bonne de Polly
- George Berrell : Vieux Tom, l'homme à tout faire
- Howard Ralston : Jimmy Bean
- William Courtleigh : John Pendleton
- Herbert Prior : Dr Tom Chilton
- Joan Marsh (non créditée)